# Willem Cobben
Willem Petrus Bartholomaeus Cobben, S.C.I. (ur. 29 czerwca 1897 r. w Sittard, zm. 27 stycznia 1985 r. tamże) – holenderski duchowny katolicki, sercanin, pierwszy biskup ordynariusz helsiński.

## Życiorys
Urodził się w 1897 r. w Sittard. Po ukończeniu studiów teologicznych przyjął 19 kwietnia 1924 r. święcenia kapłańskie. Następnie pracował jako proboszcz w Turku na terenie Finlandii, gdzie misje katolickie prowadzili Sercanie, do których wstąpił. 19 grudnia 1933 r. papież Pius XI nominował go na wikariusza apostolskiego Finlandii i biskupa tytularnego Amathus.
Konsekracja biskupia miała miejsce 19 marca 1934 r. w Seminarium Duchownym Serca Jezusa w Bergen op Zoom. Uroczysty ingres do Helsinek odbył się dwa miesiące później – 17 maja. 25 lutego 1955 r. po podniesieniu wikariatu do rangi pełnoprawnej diecezji został jej pierwszym ordynariuszem. Pełnił tę funkcję do 29 czerwca 1967 r., kiedy został przeniesiony do diecezji akwizgrańskiej i został biskupem tytularnym Tamagristy. Był tam przez pewien czas kapelanem w katolickim szpitalu w Willich.
19 marca 1984 r. w Willich obchodził jubileusz 50-lecia święceń biskupich, a miesiąc później – 19 kwietnia, 60-lecia kapłaństwa. Niedługo potem przeniósł się do swojej miejscowości rodzinnej, gdzie zmarł w 1985 r.